# Matt O'Connor
Matt O'Connor (født 1967 i Manchester England) er en engelsk politiker og aktivist og var partiet English Democrats Party kandidat som Londons borgmester i 2008. Men en uge før valget den 28 maj 2008 offentliggjorde han til BBC at han og Vanessa Feltz havde besluttet at trække sig.

## Familie
Han har tre sønner – Daniel og Alexander fra sit tidligere ægteskab, og Archie med hans nuværende kone Nadine.